# Indywidualne Mistrzostwa Polski na Żużlu 2003
Indywidualne Mistrzostwa Polski na Żużlu 2003 – zawody żużlowe, mające na celu wyłonienie medalistów indywidualnych mistrzostw Polski w sezonie 2003. Rozegrano cztery turnieje ćwierćfinałowe, dwa półfinały oraz finał, w którym zwyciężył Rune Holta.

## Finał
- Bydgoszcz, 15 sierpnia 2003
- Sędzia: Ryszard Bryła

| Msc. | Zawodnik           | Klub         | Pkt |             |  |
| ---- | ------------------ | ------------ | --- | ----------- |  |
| 1    | Rune Holta         | Częstochowa  | 15  | (3,3,3,3,3) |  |
| 2    | Tomasz Gollob      | Bydgoszcz    | 14  | (3,3,2,3,3) |  |
| 3    | Tomasz Jędrzejak   | Wrocław      | 12  | (3,2,3,2,2) |  |
| 4    | Wiesław Jaguś      | Toruń        | 10  | (1,1,2,3,3) |  |
| 5    | Jarosław Hampel    | Wrocław      | 10  | (1,3,3,1,2) |  |
| 6    | Tomasz Bajerski    | Toruń        | 9   | (2,2,0,2,3) |  |
| 7    | Damian Baliński    | Leszno       | 7   | (2,1,d,3,1) |  |
| 8    | Rafał Dobrucki     | Leszno       | 7   | (0,2,2,1,2) |  |
| 9    | Sławomir Drabik    | Wrocław      | 6   | (0,1,3,2,0) |  |
| 10   | Rafał Okoniewski   | Zielona Góra | 6   | (1,3,1,1,0) |  |
| 11   | Piotr Protasiewicz | Toruń        | 6   | (2,2,2,0,w) |  |
| 12   | Stanisław Burza    | Tarnów       | 6   | (2,0,1,2,1) |  |
| 13   | Tomasz Chrzanowski | Gdańsk       | 5   | (3,1,1,0,d) |  |
| 14   | Mariusz Staszewski | Rybnik       | 3   | (1,0,0,0,2) |  |
| 15   | Mariusz Węgrzyk    | Rybnik       | 3   | (0,0,1,1,1) |  |
| 16   | Robert Kościecha   | Gdańsk       | 1   | (d,0,0,d,1) |  |
|      | rez. Jacek Gollob  | Bydgoszcz    | ns  |             |  |
|      | rez. Dariusz Śledź | Lublin       | ns  |             |  |